# FIFA International Soccer
FIFA International Soccer (conhecido também com FIFA 94 e FIFA International Soccer Championship Edition na versão Sega Mega CD) é um jogo eletrônico de futebol lançado em julho de 1993, produzido pela Extended Play Productions e publicado pela Electronic Arts.
Este jogo foi inovador na sua época, trazendo as seguintes novidades:
- campo "isométrico", como numa transmissão de TV em diagonal (os jogos até então só mostravam as partidas em uma visão aérea, lateral ou atrás do gol.).
- jogadores que respeitavam esquemas táticos.
- capricho no som da torcida para passar um pouco da emoção dos estádios.
- replays e arbitragem em campo.
- diferenças climáticas que alteram as condições da partida.

## Seleções
No FIFA 94 estiveram presentes 140 seleções e uma All-Star. Todos os jogadores eram fictícios e cada equipa tinha 20 jogadores no elenco, à exceção do Uruguai Equador Peru Vanuatu Ilhas Salomão África do Sul Quénia Egito Líbia Serra Leoa Gâmbia Mali Senegal Gana Costa Rica Panamá Trinidad e Tobago Coreia do Norte Emirados Árabes Unidos Kuwait Irã Albânia Liechtenstein Islândia Finlândia e da Colômbia Venezuela Paraguai Bolivia Fiji Taiti Angola Malawi Gabão Tunísia Libéria Togo Jamaica Honduras Coreia do Sul Uzbequistão Arábia Saudita Croácia Andorra Lituânia Ilhas Faroé, que tinham apenas 19 jogadores.
- Afeganistão*
- África do Sul*
- Albânia*
- Alemanha*
- Arábia Saudita*
- Argélia*
- Samoa Americana*
- Andorra*
- Angola*
- Anguila*
- Antígua e Barbuda*
- Argentina*
- Armênia*
- Aruba*
- Austrália*
- Áustria*
- Azerbaijão*
- Bahamas*
- Bahrein*
- Bangladesh*
- Barbados*
- Bélgica*
- Belize*
- Benim*
- Bermudas*
- Butão*
- Bielorrússia*
- Bolívia*
- Bósnia e Herzegovina*
- Botsuana*
- Brasil*
- Brunei*
- Bulgária*
- Burquina Fasso*
- Burundi*
- Camboja*
- Camarões*
- Canadá*
- Cabo Verde*
- Chade*
- Chile*
- China*
- Taipé Chinês*
- Comores*
- Congo*
- RD Congo*
- Colômbia*
- Costa do Marfim*
- Coreia do Norte*
- Coreia do Sul*
- Costa Rica*
- Croácia*
- Cuba*
- Curaçau*
- Dinamarca*
- Djibouti*
- Dominica*
- Equador*
- Egito*
- El Salvador*
- Emirados Árabes Unidos*
- Guiné Equatorial*
- Eritreia*
- Escócia*
- Eslováquia*
- Eslovênia*
- Espanha*
- Estónia*
- Essuatíni*
- Etiópia*
- Estados Unidos*
- Fiji*
- Finlândia*
- França*
- Gabão*
- Gâmbia*
- Geórgia*
- Gana*
- Grécia*
- Granada*
- Guam*
- Guatemala*
- Guiné*
- Guiné-Bissau*
- Guiana*
- Haiti*
- Holanda*
- Haiti*
- Honduras*
- Hong Kong*
- Hungria*
- Inglaterra*
- Ilhas Faroé*
- Ilhas Caimã*
- Ilhas Cook*
- Ilhas Salomão*
- Ilhas Virgens Britânicas*
- Índia*
- Indonésia*
- Irã*
- Iraque*
- Irlanda*
- Irlanda do Norte*
- Islândia*
- Israel*
- Itália*
- Jamaica*
- Japão*
- Jordânia*
- Cazaquistão*
- Quénia*
- Kuwait*
- Quirguistão*
- Laos*
- Letónia*
- Líbano*
- Lesoto*
- Libéria*
- Líbia*
- Liechtenstein*
- Lituânia*
- Luxemburgo*
- Macedônia do Norte*
- Madagascar*
- Malawi*
- Malásia*
- Mali*
- Malta*
- Marrocos*
- México*
- Moldávia*
- Namíbia*
- Nepal*
- Níger*
- Nigéria*
- Noruega*
- Nova Zelândia*
- País de Gales*
- Paquistão*
- Panamá*
- Papua-Nova Guiné*
- Paraguai*
- Peru*
- Polônia*
- Portugal*
- Qatar*
- República Centro-Africana*
- República Dominicana*
- República Tcheca*
- Romênia*
- Russia*
- São Cristóvão e Neves*
- Santa Lúcia*
- São Vicente e Granadinas*
- Senegal*
- Serra Leoa*
- Sri Lanka*
- Suriname*
- Suécia*
- Suíça*
- Tailândia*
- Taiti*
- Tanzânia*
- Togo*
- Trinidad e Tobago*
- Tunísia*
- Turquia*
- Uzbequistão*
- Ucrânia*
- Uruguai*
- Vanuatu*
- Venezuela*
- Zâmbia*
- Zimbabwe*
- EA Sports All Stars*

* – Equipes também presentes na versão Super NES.
A versão de Super Nintendo trazia apenas 94 seleções, sem a equipe All-Stars. Três delas, entretanto, eram exclusivas à versão, fazendo com que o jogo incluísse todas as equipes que participaram da Copa de 1994 Copa de 1998 Copa de 2002 Copa de 2006 Copa de 2010 Copa de 2014 Copa de 2018:
- Albânia
- Andorra
- Armênia
- Áustria
- Azerbaijão
- Bielorrússia
- Bélgica
- Bósnia e Herzegovina
- Croácia
- Chipre
- Hungria
- Islândia
- Israel
- Letónia
- Lituânia
- Luxemburgo
- Polónia
- Portugal
- Eslováquia
- Eslovênia
- Turquia
- Ucrânia
- Arábia Saudita
- Irã
- Coreia do Norte
- Catar
- Afeganistão
- Nova Zelândia
- Fiji
- Taiti
- África do Sul
- Tunísia
- Libéria
- Gabão
- Senegal
- Quénia
- Guiné
- Jamaica
- Costa Rica
- Haiti
- Guatemala
- Trinidad e Tobago
- Bolívia
- Paraguai
- Chile
- Venezuela
- Uruguai
- Peru
- Equador
- Honduras
- Panamá
- Porto Rico
- São Cristóvão e Neves
- São Vicente e Granadinas
- Gana
- Egito
- Togo
- Gâmbia
- Malawi
- Angola
- Costa do Marfim
- Ilhas Salomão
- Papua-Nova Guiné
- Vanuatu
- Emirados Árabes Unidos
- Jordânia
- Hong Kong
- Iraque
- Coreia do Sul

A versão para Sega CD inclui todas as equipes anteriores, além das seleções introduzidas na edição seguinte:
- África do Sul
- Egito
- Emirados Árabes Unidos
- Finlândia
- Índia
- Peru
- Quênia

Os times do Quênia e dos E.A.U., além das 51 seleções anteriores, estavam presentes também na versão para 3DO.

### Jogadores Fictícios Famosos
Por não possuir licença da FIFPro, o game não trazia os nomes de jogadores de verdade. Por isso, todos os jogadores tinham nomes fictícios, alguns deles inspirados em membros da equipe de produção do jogo. E alguns acabaram virando mitos, como os brasileiros Janco Tianno e Rico Salamar, o holandês  H. van Smeiter e o argentino Jose Pasualdo.

#### Janco Tianno
O mito em torno do Janco Tianno é tanto que ele há várias enquetes na internet questionando quem é o maior jogador fictício de todos os tempos, se ele ou o Allejo.
O nome Janco Tianno veio de Jan Tian, um dos programadores da EA Canada, que desenvolveu o jogo. Tian é chinês e é maluco pelo futebol brasileiro[carece de fontes?]. Tian também aparece em outras duas equipes do jogo: na seleção canadense (com seu nome verdadeiro e a camisa 4) e na seleção chinesa (como "Jiageng Tian", com a camisa 9).